# Sylviane Ainardi
Sylviane Ainardi, née le 19 décembre 1947 à Ugine (Savoie), est une femme politique française et éducatrice spécialisée.
Membre du Parti communiste français, elle est députée européenne de 1989 à 2004.

## Biographie

### Vie professionnelle
Sylviane Ainardi est éducatrice spécialisée de formation. Elle a été responsable de l'Union des jeunes filles de France, directrice d'Avant-garde et de Clarté. 

### Parcours politique

#### Une figure du PCF
Elle adhère au Parti communiste français en 1965 et est élue membre du comité central, puis comité national du parti de 1976 à mars 2000,. Lors du XXVIIIe congrès du Parti communiste français en 1994, elle entre dans la direction du parti comme membre du bureau national, et est réélue lors du XXIXe congrès de 1996.
Sylviane Ainardi est aussi première secrétaire fédérale du PCF de Haute-Garonne jusqu'en 1987.

#### Au niveau national
De 1978 à 1981 elle est suppléante de Georges Gosnat, ancien sous-secrétaire d'État à l'Armement et député de la troisième circonscription du Val-de-Marne. Elle tente d'entrer au Palais Bourbon en se présentant le 5 juin 1988 dans la première circonscription de la Haute-Garonne, mais n'arrive qu'à la quatrième place avec 6,12 % des suffrages exprimés. Investie dans la quatrième circonscription de la Haute-Garonne en 1993, elle se situe à la cinquième place et recueille 7,18 % des suffrages exprimés. Enfin, elle se représente dans cette même circonscription lors des élections anticipées de 1997, en raison de la dissolution de l'Assemblée nationale décidée par le président de la République Jacques Chirac, et se hisse à la quatrième place avec 8,42 % des suffrages en sa faveur.
Par ailleurs, elle siège au conseil régional de Midi-Pyrénées de 1986 à 1994, et au conseil municipal de Toulouse de 1989 à 1994.

#### Mandats européens
Elle est élue une première fois députée européenne lors du scrutin de 1989, et siège au sein du groupe de la Coalition des gauches. Placée en deuxième position de la liste conduite par Francis Wurtz, elle est réélue en 1994 et devient vice-présidente du groupe confédéral de la Gauche unitaire européenne du 19 juillet au 30 novembre 1994. En 1995, elle rejoint comme ses collègues le groupe de la Gauche unitaire européenne/Gauche verte nordique, successeur du précédent. Sylviane Ainardi est réélue pour son troisième et dernier mandat en 1999. En 2000, elle devient présidente de Bouge l'Europe, sous-groupe au sein de la Gauche unitaire européenne/Gauche verte nordique.

## Engagements

#### Aéronautique
Vice-présidente nationale de l'association Innocence en danger qui lutte contre la pédocriminalité, elle participe à la fondation de l'antenne toulousaine.

## Prises de positions
Elle soutient la construction de l'Airbus A380 à Toulouse.

## Synthèse des résultats électoraux

### Élections législatives
| Année | Parti                  | Parti | Circonscription         | 1er tour | 1er tour | 1er tour | 2d tour | 2d tour | 2d tour | Issue    |
| Année | Parti                  | Parti | Circonscription         | Voix     | %        | Rang     | Voix    | %       | Rang    | Issue    |
| ----- | ---------------------- | ----- | ----------------------- | -------- | -------- | -------- | ------- | ------- | ------- | -------- |
| 1988  |                        | PCF   | 1re de la Haute-Garonne | 2 275    | 6,12     | 4e       |         |         |         | Éliminée |
| 1993  | 4e de la Haute-Garonne | PCF   | 2 174                   | 7,18     | 5e       | Éliminée |         |         |         |          |
| 1997  | 4e de la Haute-Garonne | PCF   | 2 465                   | 8,42     | 4e       | Éliminée |         |         |         |          |

## Publication
- La petite robe à rayures, préface de René Piquet, Bezons : Editions du Survenir, 2010[15]